# Banksia baueri
Banksia baueri är en tvåhjärtbladig växtart som beskrevs av Robert Brown. Banksia baueri ingår i släktet Banksia och familjen Proteaceae. Inga underarter finns listade i Catalogue of Life.